# Žehuňsko – Báň
Přírodní památka Žehuňsko – Báň je chráněné území ležící v těsné blízkosti obce Hradčany v okrese Nymburk. Svou rozlohou se řadí mezi maloplošná území, přesto je však považována za největší zachovalou bílou stráň ve středním Polabí, tedy takovou stráň, kde je obnažený horninový podklad. PP Báň byla vyhlášena chráněným územím 29. prosince 1972 za účelem ochrany zdejších xerotermních společenstev na opukovém podkladu. V roce 2016 byla přírodní památka Báň rozšířena a nově pojmenována jako Žehuňsko – Báň.
Zřejmě nejvýraznějším dílčím prvkem zasluhujícím ochranu je bohatá populace vstavače nachového (Orchis purpurea).
Velmi podobnou lokalitou je nepříliš vzdálená přírodní památka Chotuc, která se může též pyšnit bohatou populací vstavačů nachových rostoucích ve starém ovocném sadu.

## Historie
Přírodní památka byla vyhlášena 29. prosince 1972 na návrh Ministerstva kultury ČSR, účinnosti vyhláška nabyla 9. 3. 1973. Od roku 2004 území spadá do širší Ptačí oblasti Žehuňský rybník - Obora Kněžičky a od roku 2013 i do Evropsky významné lokality Žehuňsko. Na lokalitě bylo provedeno několik vědeckých průzkumů. Dva botanické inventarizační průzkumy (1972, 1985), jeden lesnický (1985), geologický (1986), malakologický a průzkum zaměřený na neživou přírody (1993). Co se týče historie managementových zásahů, za zmínku stojí jednorázové odstranění černých skládek a zregulování vysazených porostů borovice černé (Pinus nigra) či dosadba ovocných dřevin.

## Lokalita
Přírodní památka se nachází na prudkém jižním svahu kopce, který se nachází severovýchodně od obce Hradčany, do jejíhož katastrálního území spadá. Úzký pruh, který Báň pokrývá, má rozlohu přibližně 10,58 ha a nadmořská výška se na něm pohybuje v rozmezí 240 a 270 m. Území je součástí evropsky významné lokality Žehuňsko.

## Přírodní poměry
Geologicky patří PP Báň do oblasti České křídové pánve. Horninový podklad bílé stráně tvoří zejména křídové vápnité jílovce až slínovce, velmi jemnozrnné sedimentární horniny. V horní hraně u kóty Báň vystupují pevné zvonivé inocerámové opuky. Na vrcholové plošině se zachovala příměs čtvrtohorních štěrkopísků.

### Flora
Východní polovinu území pokrývá zalesněná plocha s dominancí dubu pýřitého (Quercus pubescens). V okolí památky se v hojném počtu vyskytuje i nepůvodní borovice černá (Pinus nigra). Nejvýznamnější částí je otevřená xerotermní stráň s vegetací vázanou na teplé a suché podmínky. Ve zdejším nízkém trávníku jsou řídce nasázené ovocné stromy, mezi kterými se rozprostírají ideální podmínky pro mnohé ohrožené druhy rostlin a živočichů. Ze západní strany navazuje část s obnaženým podkladem (tzv. bílá stráň), pro svou zářivou světlou barvu viditelná již z dálky. V okolí této části se místy uplatňují keřová společenstva.[zdroj⁠?!]
Botanický průzkum prokázal výskyt téměř 200 druhů cévnatých rostlin, mezi kterými se najdou i velmi vzácné a ohrožené druhy. V lesní části svahu (východ PP) se na přelomu jara a léta objevují nápadné bílo-fialové květy třemdavy bílé (Dictamnus albus). Neméně nápadnou a takřka všudypřítomnou rostlinou ve všech (polo)stinných místech je kamejka modronachová (Lithospermum purpurocaeruleum), která je na Nymbursku na podobných biotopech vcelku běžná. Je to rostlina nevelkého vzrůstu, nápadná je svými zářivě modrými květy. Dále se v zalesněné části území lze setkat například s medovníkem meduňkolistým (Melittis melissophyllum), větší hluchavkovitou rostlinou stinných lesů.[zdroj⁠?!]

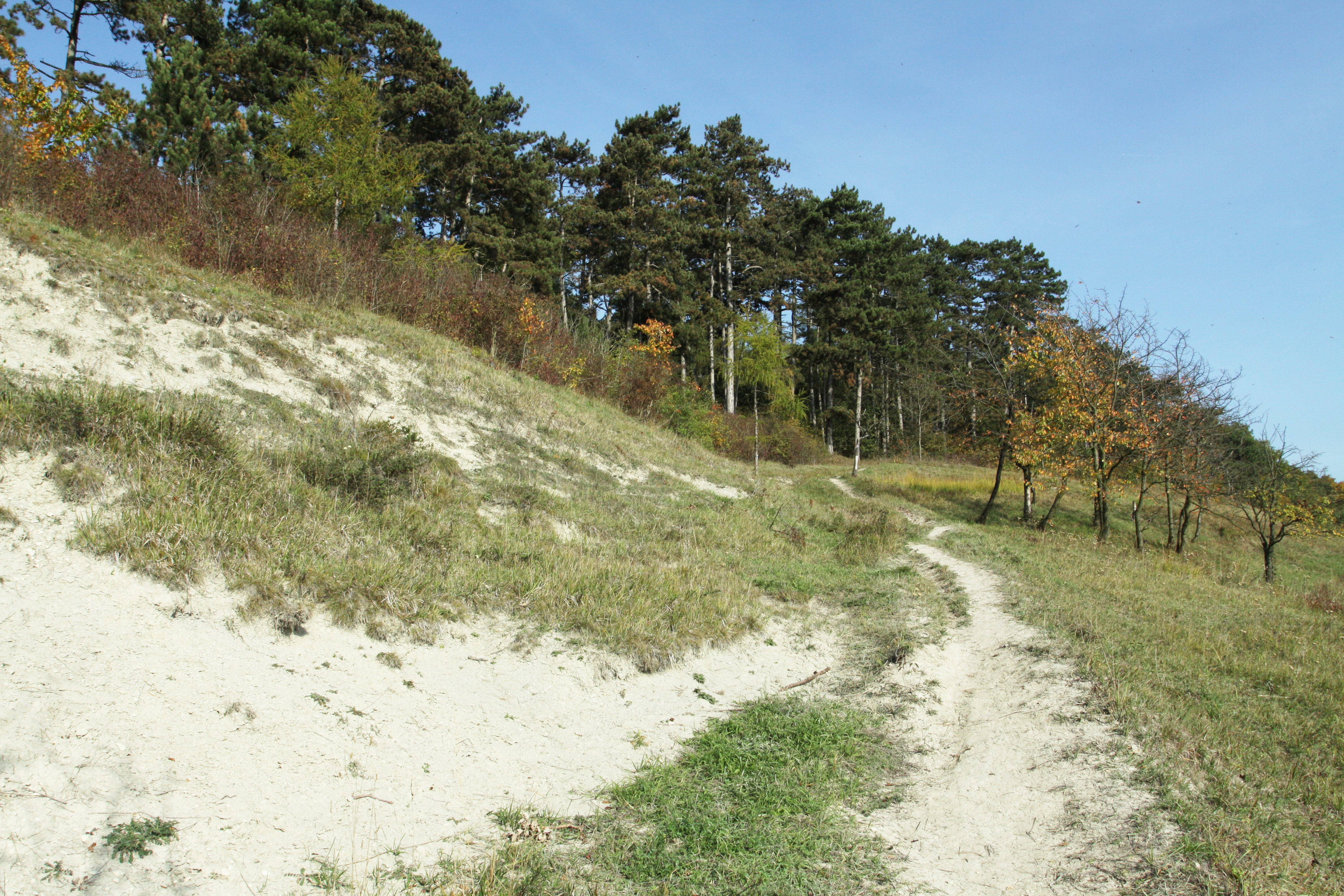
bílé stráně

Cennější a druhově bohatší je zbývající stepní otevřená část přírodní památky Báň. V úvodu byl zmíněn nejnápadnější druh – vstavač nachový (Orchis purpurea). Jeho populace zde čítá možná až stovky jedinců a je jednou z nejsilnějších na celém Nymbursku.[zdroj⁠?!] Po boku vstavačů na osluněných svazích roste bíle kvetoucí bělozářka liliovitá (Anthericum liliago), která tu má údajně své nejvýchodnější naleziště v Evropě. Z dalších zajímavých druhů je možné zmínit například ledenec přímořský (Tetragonolobus maritimus), černýš hřebenitý (Melampyrum crtistatum), oman srstnatý (Inula hirta), bělozářku větevnatou (Anthericum ramosum) či vemeník dvoulistý (Platanthera bifolia). Udáván je také kriticky ohrožený tořič hmyzonosný (Ophrys insectifera), avšak pravděpodobně jde o stále opisovaný historický údaj. Nejsou známy informace o jeho novodobém výskytu v této lokalitě. Z ochranářsky méně významných, ale nápadných druhů můžeme vyjmenovat šalvěj luční (Salvia pratensis) a šalvěj přeslenitou (Salvia verticillata).
Ve vrchní části svahu v lesním porostu rostou méně obvyklé druhy teplomilných hub, například hřib satan (Boletus satanas).

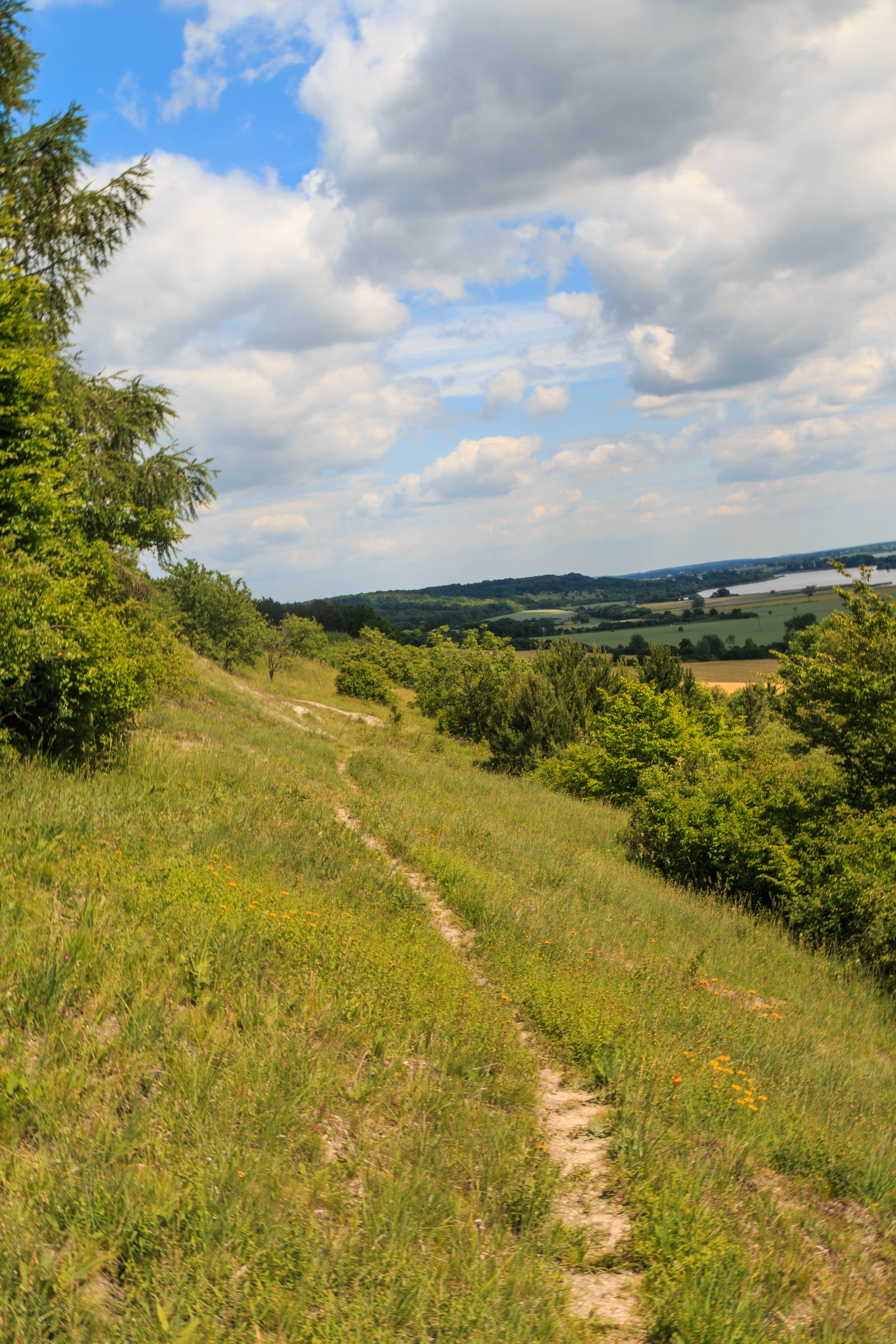
PP Báň

### Fauna
Ze zástupců živočišné říše je třeba zmínit ještěrku obecnou (Lacerta agilis) a neškodnou užovku hladkou (Coronella austriaca), kterou si nezkušený člověk díky kresbě na zádech lehce splete se zmijí obecnou (Vipera berus). Zajímavým biotopem je přírodní památka Báň i pro zástupce ptáků. Celoročně se tu můžeme setkat se sýkorou koňadrou (Parus major), červenkou obecnou (Erithacus rubecula), strnadem obecným (Emberiza citrinella) nebo sojkou obecnou (Garrulus glandarius), v hnízdní sezoně s ťuhýkem obecným (Lanius collurio), slavíkem obecným (Luscinia megarhynchos) či budníčkem menším (Phylloscopus collybita) a během zimního období s dlaskem tlustozobým (Coccothraustes coccothraustes) nebo mlynařík dlouhoocasým (Aegithalos caudatus).
Opomenout nelze pestrou paletu teplomilných druhů hmyzu, pro něž je xerotermní stráň PP Báň jedinečným útočištěm. Typičtí jsou například zástupci vřetenušek (Zygaena sp.), desítky druhů motýlů, kobylek a udávána je i cikáda chlumní (Cicadetta montana). Z pavouků byli zjištěni například sklípkánek černý (Atypus piceus), skákavka Talavera aequipes či nápadně zbarvený stepník rudý (Eresus kollari). Pole v okolí lokality údajně hostí listonoha letního (Triops cancriformis).

## Ochrana
I přes hrozby známé z historie památky, jako je vyrýpávání chráněných rostlin (zejména atraktivního vstavače nachového), zarůstání náletovými dřevinami nebo ukládání odpadků, si chráněné území udrželo svůj jedinečný ráz. Na území ovocného sadu probíhá každý srpen pravidelné sečení. To mimo jiné zabraňuje zarůstání cenných travních ploch náletovými a konkurenčně silnými dřevinami. Z dlouhodobého hlediska je třeba zachovávat ovocné stromy z bývalého sadu, které jsou důležité pro vývoj některých druhů hmyzu.
Problémem zejména pro živočišná společenstva mohou být pesticidy z polí, která tuto přírodní památku obklopují. To je problém velké části území v této zemědělsky využívané oblasti.

## Turismus a přístupnost
Lokalita je lehce přístupná. Protínají ji dvě větší cesty, z čehož jedna je turistickou stezkou. Ze svahu je výhled do okolí, stejně jako je svah ze širokého okolí viditelný. Návštěvu lokality lze doporučit zejména v první polovině května, kdy je velká šance vidět kvetoucí vstavače i další typické druhy zdejších xerotermních strání (např. kamejky a bělozářky).
V blízkém okolí (do 6 km od lokality) jsou další zajímavá maloplošná zvláště chráněná území. Konkrétně PP Vinný vrch s velkou populací bělozářky liliovité (Anthericum liliago), PP Oškobrh, rozkládající se na svědeckém vrchu s xerotermními společenstvy a hlavně další území patřící do EVL Žehuňsko, konkrétně NPP Dlouhopolsko, NPP Kopičácký rybník, NPP Žehuňský rybník a NPR Kněžičky.

## Galerie

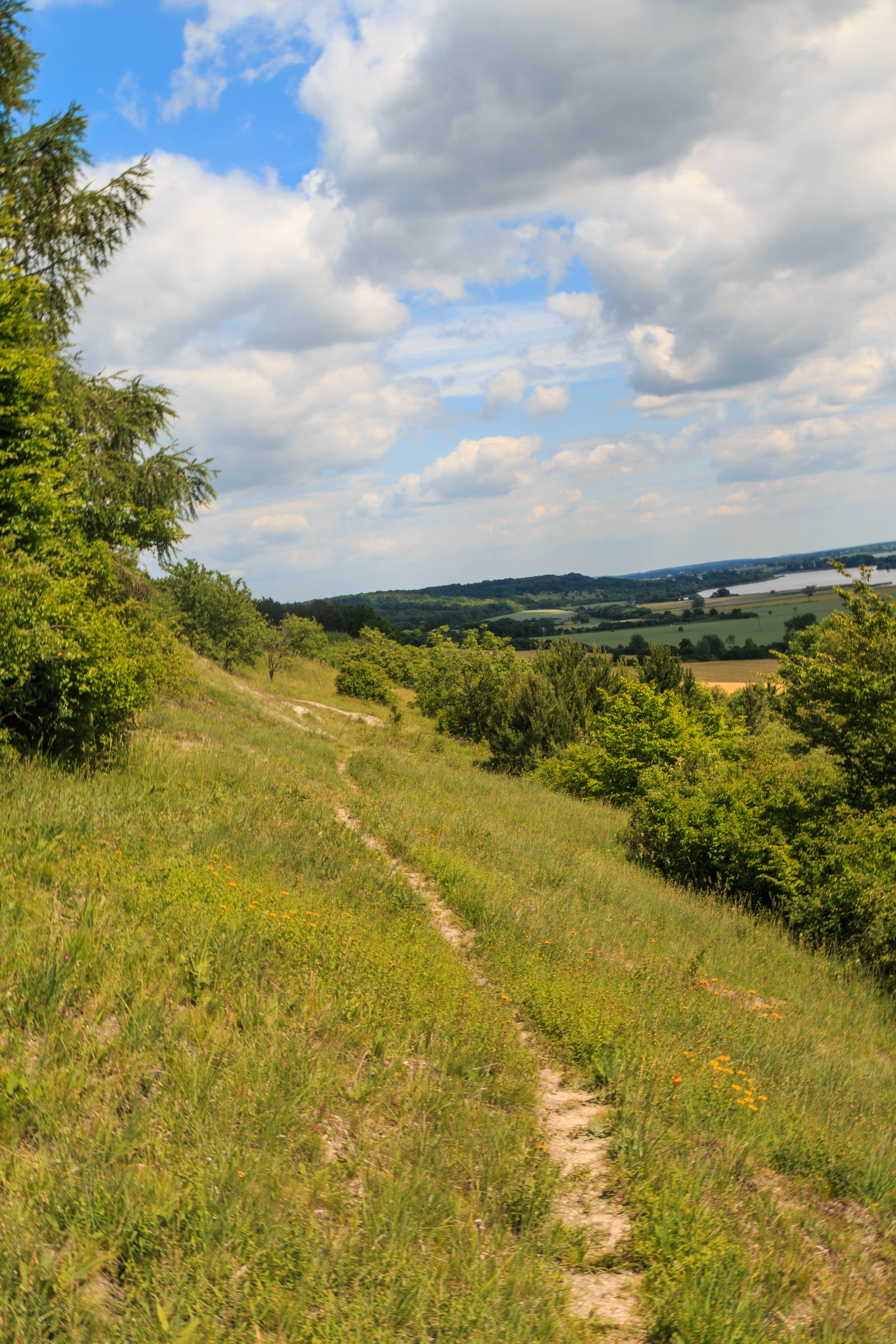
Přírodní památka Báň
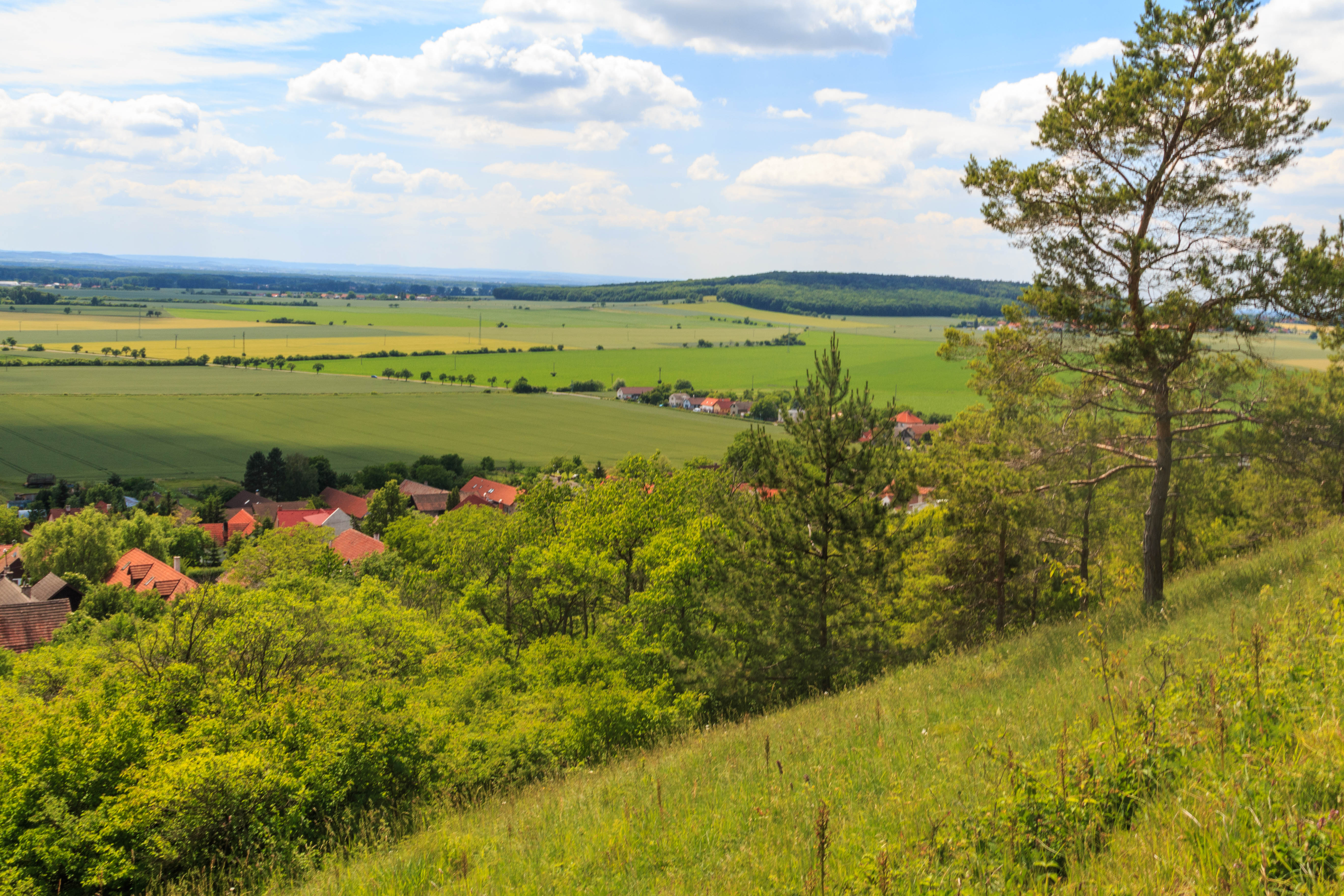
Přírodní památka Báň
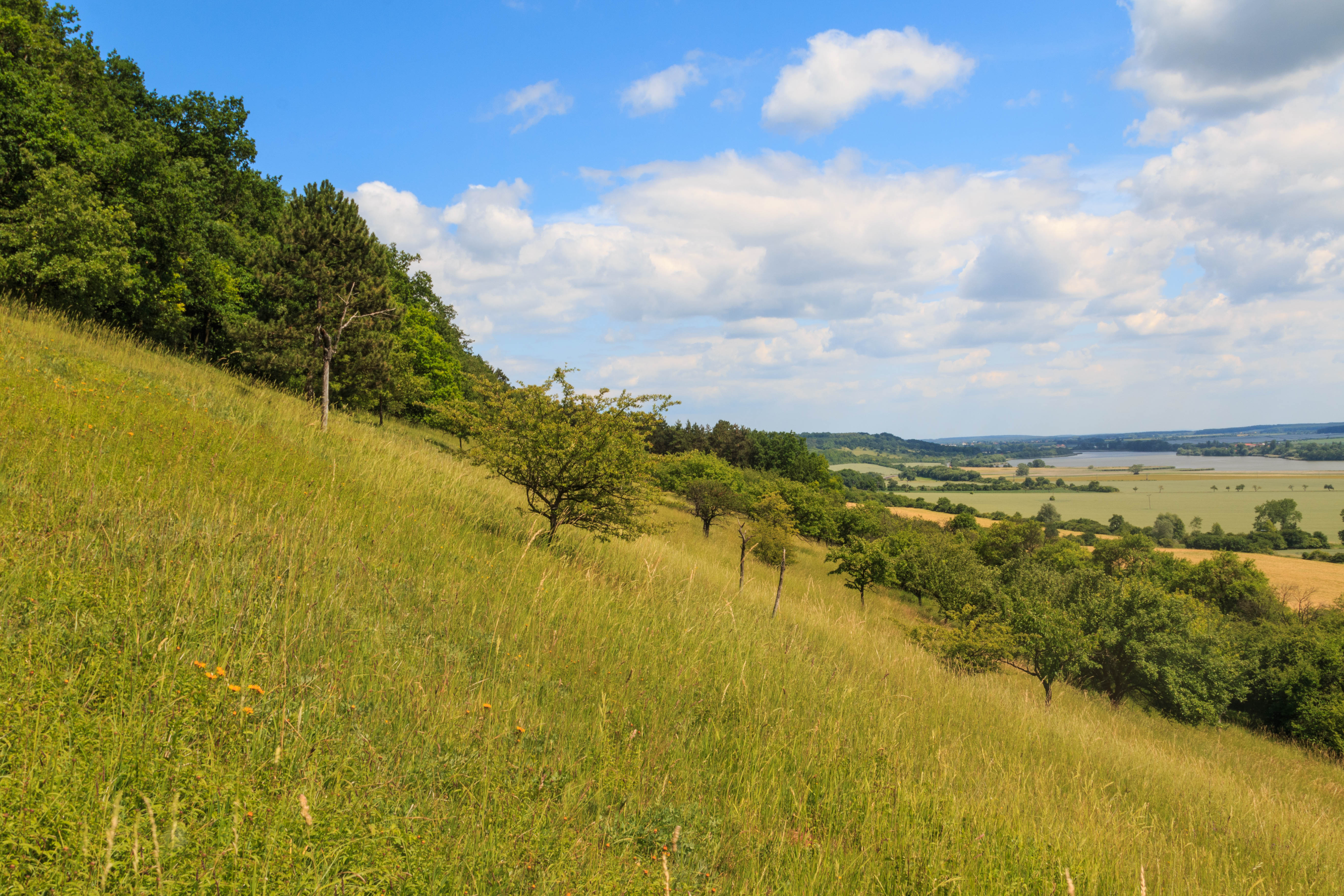
Přírodní památka Báň
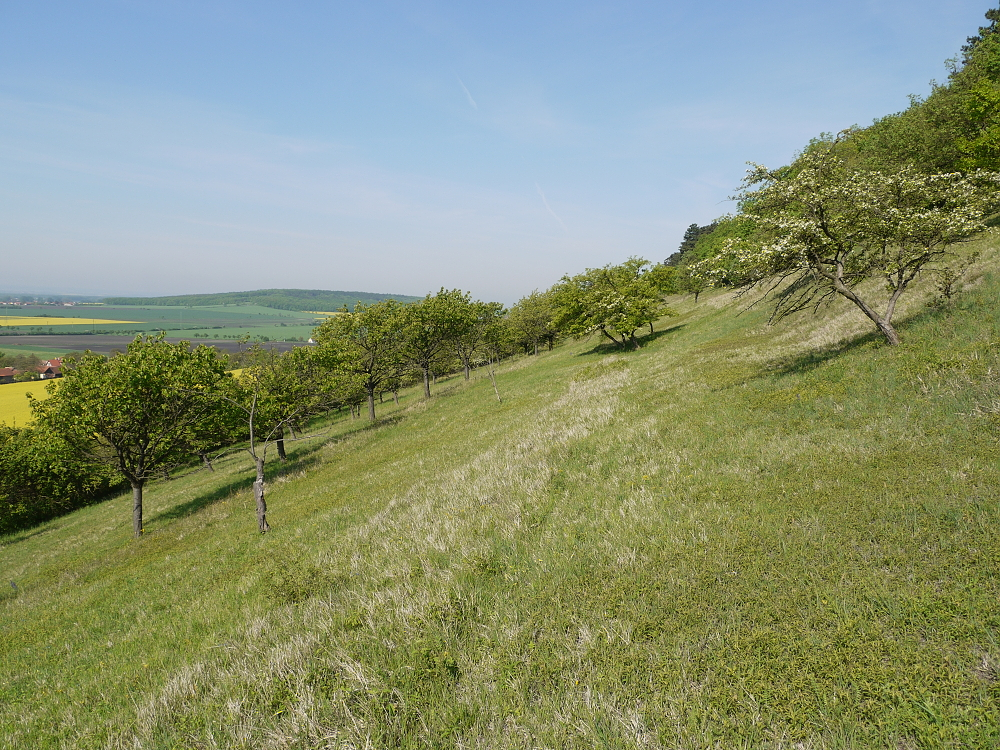
Přírodní památka Báň
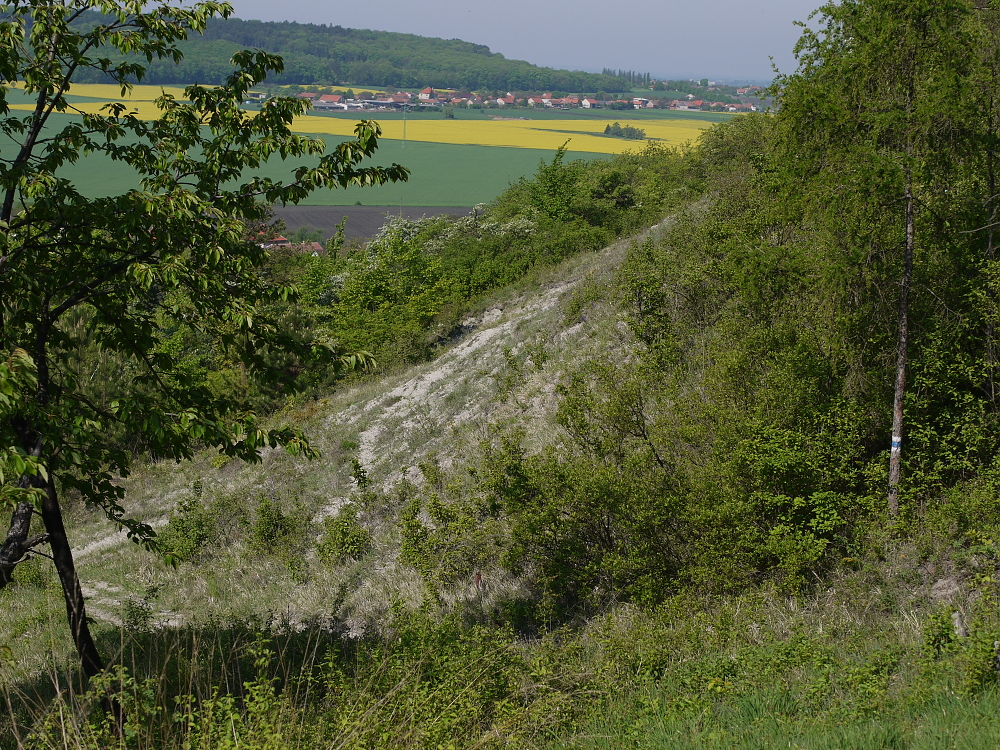
Přírodní památka Báň
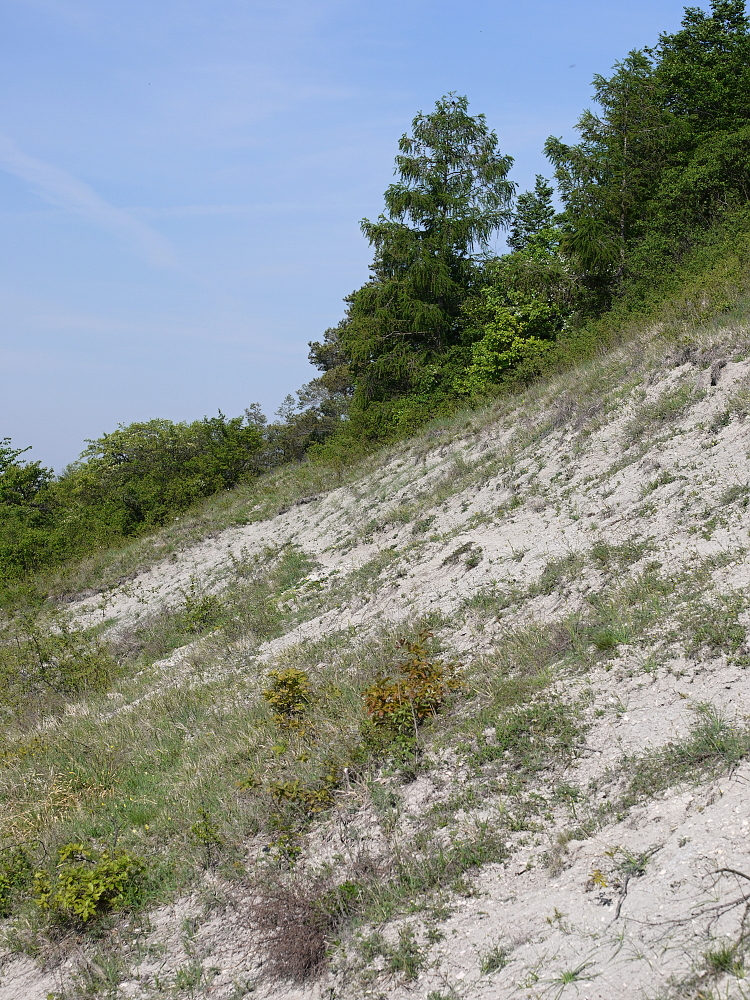
Přírodní památka Báň
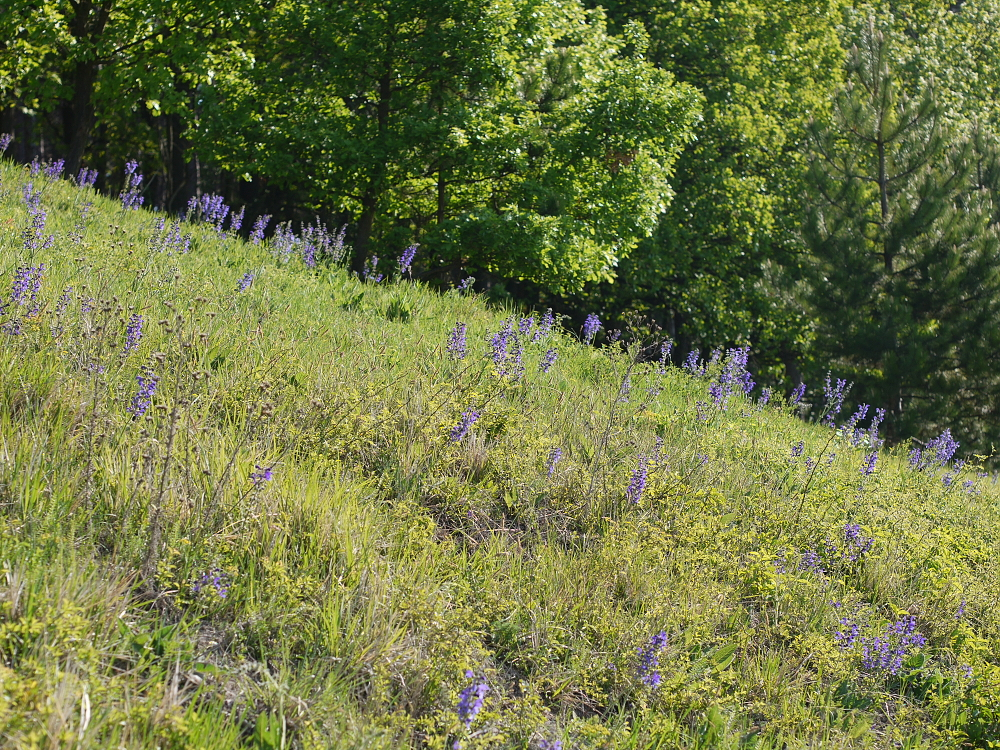
Šalvěje v PP Báň
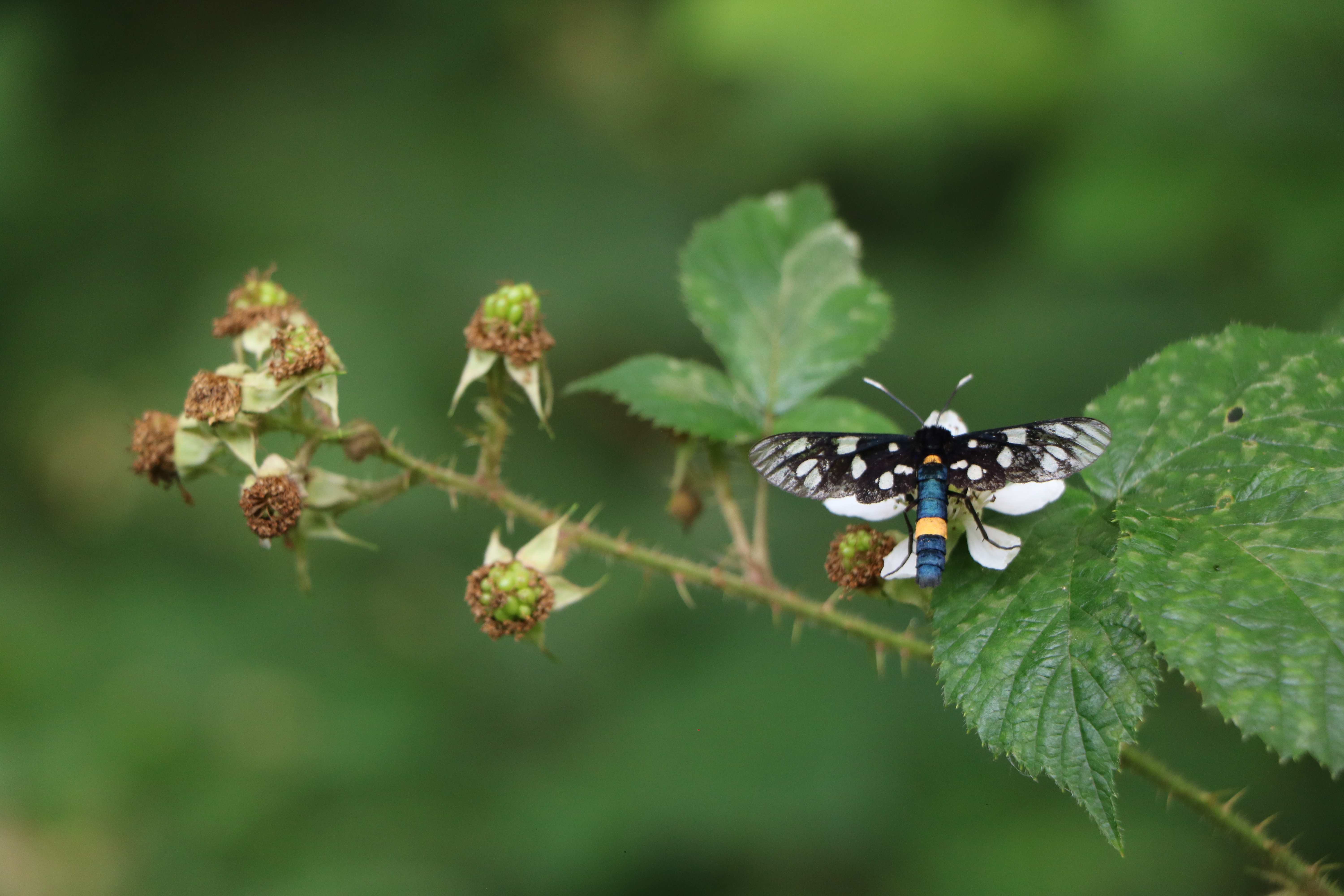
Běloskvrnáč pampeliškový
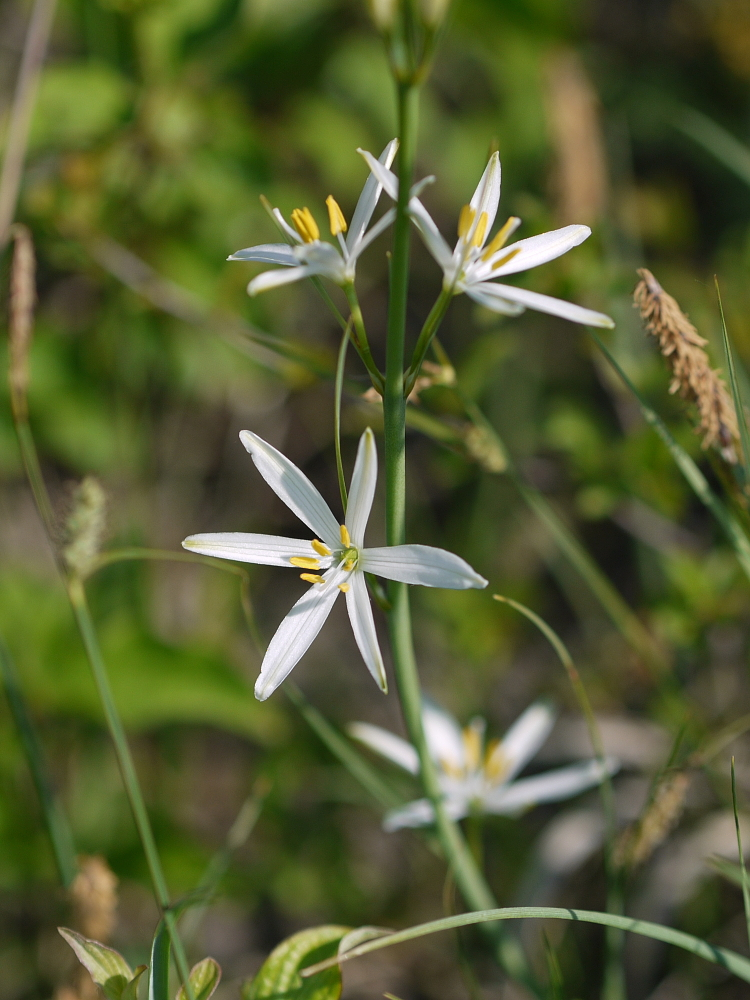
Bělozářka liliovitá
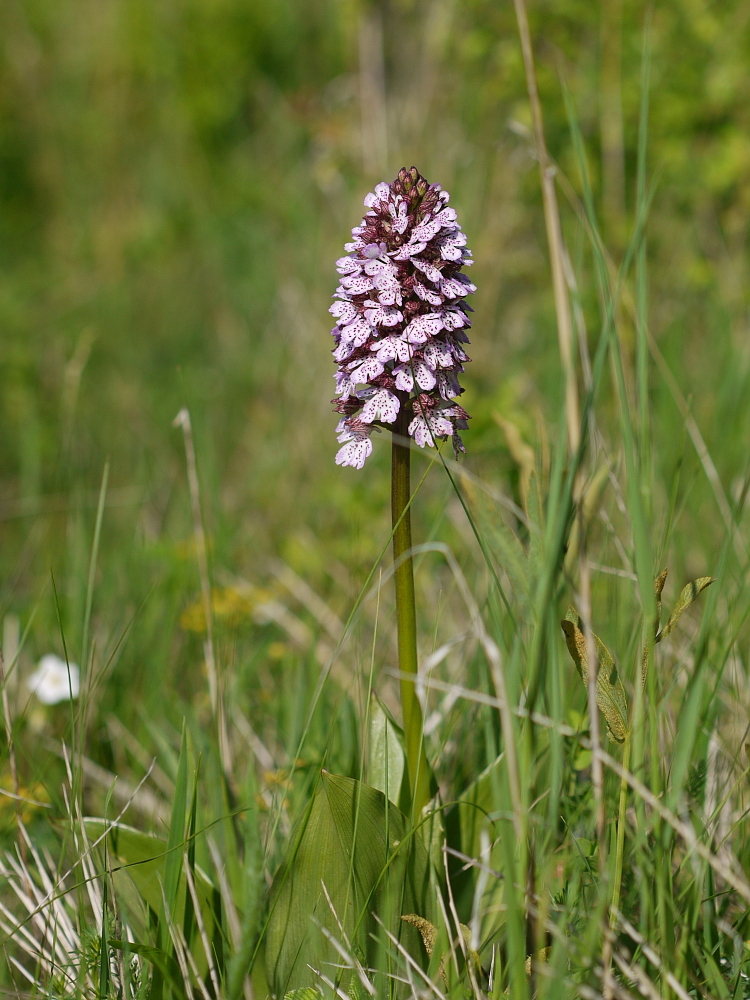
Vstavač nachový